# Калинич, Сретко
Сретко Калинич (серб. Сретко Калинић / Sretko Kalinić), известный как Зверь (серб. Звер) и Белый (серб. Бели, родился 25 февраля 1974 в Задаре) — сербский преступник, член Земунской преступной группировки (Земунского клана). Известен как наёмный убийца, который участвовал в организации устранения сербского премьер-министра Зорана Джинджича. Имеет хорватское и сербское гражданства.

## Ранние годы
Калинич родился в хорватском Задаре в сербской семье. В 1990-е годы во время войны в Хорватии Калинич участвовал в боях на стороне сербского населения как боец отряда «Книндзи», которым командовал «Капитан Драган», он же Драган Василькович. Многие из сослуживцев Калинича позднее ушли в Земунский преступный клан, который оказывал поддержку Желько «Аркану» Ражнатовичу, а после его смерти «земунцы» поклялись отомстить и найти убийц «Аркана».
Согласно данным налоговой декларации, супруга Сретко — Елена — владела квартирой на улице Ивана Рибара в Новом Белграде и в 2002 году продала её будущему министру здравоохранения Сербии Златибору Лончару за 1,8 млн. сербских динаров.

## Преступная деятельность
Калинич стал членом крупнейшей в Сербии Земунской преступной группировки (Земунского клана) после войны. Со слов Деяна «Багси» Миленковича, бывшего члена Земунского клана, Калинич был одним из самых кровожадных преступников клана, за что получил прозвище «Зверь». Он был «любимчиком» главы клана, Душана «Шиптаря» Спасоевича, и был причастен к убийству как минимум 20 человек.
В марте 2003 года был застрелен сербский премьер-министр Зоран Джинджич, Калинич во время убийства премьер-министра находился в автомобиле перед заводом фотограмметрии. 23 мая 2007 Белградский особый суд по организованной преступности признал Калинича виновным в убийстве Джинджича, однако сам обвиняемый во время судебного следствия был в бегах. 18 января 2008 года Калинич был заочно приговорён к 40 годам лишения свободы за совершённые им убийства, похищения людей и теракты.
В 2004 году Зоран Недович и Андрия Драшкович чудом выжили после нападения банды Сретко Калинича: двое их телохранителей погибли, четверо были ранены. Прокуратура Сербии предположила, что Калинич искал убийц Желько Ражнатовича и принял Недовича и Драшковича за тех, кто мог заказать убийство Ражнатовича. В том же году был убит Бранко «Йорга» Евтович. 11 августа 2008 Калинич находился в черногорской Будве в кафе «Палма», где должен был уничтожить Ивана Делича, кума Бране Мичуновича. Однако Калинич по ошибке убил юношу из Плевли, из-за цвета рубашки приняв его за Делича.

## Арест
В июне 2010 года Милош Симович, ещё один соучастник убийства Джинджича, в окрестностях Загреба выстрелом ранил Калинича. Раненого отвезли в госпиталь, где его допросила хорватская полиция. Калинич предложил огласить имена и местонахождения своих сообщников, участвовавших в убийстве Джинджича, а также заказчиков убийства Зорана Вукоевича, свидетеля убийства Джинджича. Сам Калинич сознался в убийстве и ещё одного свидетеля по делу Джинджича — Зорана Повича, погибшего в 2006 году. Всего же, по данным газеты Jutarnji List, на счету Сретко Калинича насчитывается 20 убийств в Сербии, Испании, Нидерландах и Хорватии.
В Сербии требовали экстрадиции Калинича, однако у него было, помимо сербского, также хорватское гражданство, а по законам Хорватии экстрадиция граждан Хорватии за границу запрещалась. Тем не менее, министр юстиции Сербии Снежана Малович продолжала настаивать на экстрадиции, ожидая, что Хорватия всё же сделает поправки в своём законодательстве. Хорватский Сабор и Посольство Хорватии в Сербии вскоре объявили, что законы изменятся, чтобы облегчить возможность поимки преступников, скрывающихся в Хорватии. 25 августа 2010 Сретко Калинич был экстрадирован в Сербию, став первым гражданином Хорватии, экстрадированным в другую страну.

## Жертвы
Деян Миленкович и Саша Петрович, бывшие члены Земунской преступной группировки, в обмен на собственную безопасность сообщили правоохранительным органам Сербии информацию о том, кто погиб и пострадал от рук Калинича. Сам Калинич также выдал хорватским правоохранительным органам список своих жертв, подтверждённый заявлениями Милоша Симовича сербской полиции. Согласно этим данным, Калинич лично убил или участвовал в убийствах следующих лиц:
- Зоран Джинджич (премьер-министр Сербии)
- Зоран Вукоевич (свидетель по делу об убийстве Джинджича)
- Зоран Пович (свидетель по делу об убийстве Джинджича)
- Средое Шлюкич
- Зоран Шлюкич
- Зоран Савич
- Йован Гузиян
- Раде Цветич
- Тодор Градашевич
- Бранислав Лаинович (бывший командир военизированного формирования)
- Зоран Давидович
- Зоран Ускокович
- Мирко Томич
- Радослав Трлаич
- Желько Вулетич
- Желько Михайлович
- Зоран Петрович

Калинич также сознался в убийстве Нинослава Константиновича и Милана Юришича, соучастников в убийстве Джинджича: с его слов, труп Константиновича был закопан в землю, а труп Юришича был расчленён и частично съеден (остатки сбросили в реку). Утверждение о подобном жестоком убийстве Юришича подтвердил журналист «Jutarnji list» Гордан Малич, и вскоре полиция действительно нашла останки Юришича в Испании в водах реки Мансанарес. Однако там, где якобы был закопан труп Константиновича, ничего не было найдено. Милош Симович и Сретко Калинич также обвинили друг друга в убийстве своего сообщника Цветко Симича: его труп был разрублен на куски и сброшен в озеро у Загреба, где и был найден (голову полиция не нашла).
Деян Миленкович и Саша Петрович сообщили, что Калинич убивал своих жертв после долгих пыток, наслаждаясь их муками и потом надругаясь над трупами. Так, они рассказали, что Калинич, убив Зорана Савича, раздробил ему кости молотком, а потом расплавил труп в кислоте. Калинич похищал людей из Земунского клана и затем жестоко над ними издевался. Среди известных предпринимателей, замешанных в связях с кланом, были похищены Мирослав Мишкович, Милия Бабович и Сувад Мусич.